# Costanza Cocconcelli
Costanza Cocconcelli (Bologna, 26 gennaio 2002) è una nuotatrice italiana.

## Biografia
A 14 anni, nel 2016, ha partecipato alla sua prima nazionale giovanile rappresentando l’Italia a Malta in occasione della Coppa Comen conquistando tre medaglie (un oro, un argento e un bronzo).
Nel 2017 ha preso parte ai campionati europei giovanili di Netanya e sempre lo stesso anno agli EYOF a Györ dove ha conquistato l’oro nei 50 metri stile libero, l’argento in staffetta e due bronzi rispettivamente nei 100 metri dorso e 200 metri misti. Nel 2018 viene convocata ai campionati europei giovanili di Helsinki.
Nel 2019 ha partecipato ai campionati europei giovanili di Kazan conquistando l’oro nei 50 metri stile libero, l’argento nella staffetta 4x100 mista, il bronzo nei 50 metri dorso e il bronzo nei 50 metri delfino. Nello stesso anno ha partecipato ai campionati mondiali giovanili di Budapest conquistando il bronzo nella staffetta 4x100 stile mista e stabilendo il nuovo record italiano junior dei 50 metri dorso. Sempre nello stesso anno è stata arruolata nel Gruppo Sportivo delle Fiamme Gialle.
Ai Campionati europei di nuoto in vasca corta di Glasgow 2019, grazie al tempo di 59"46, ha realizzato il primato italiano nei 100 metri misti, migliorando il record realizzato da Francesca Segat (59"56) a Genova il 29 novembre 2008.
Nel 2021 ha partecipato ai campionati europei di Budapest e alla ISL, dove ha stabilito nuovamente il primato italiano sui 100 metri misti. Sempre nel 2021 ha partecipato agli europei di vasca corta a Kazan, durante i quali ha ottenuto la medaglia d’argento nella staffetta 4x50 stile mista, e ai mondiali di vasca corta di Abu Dhabi. Negli anni successivi continua ad ottenere medaglie internazionali in staffetta, sia nel 2022 ai mondiali in corta di Melbourne sia l'anno seguente agli europei in corta di Otopeni.

## Record nazionali

### Seniores
- 100 metri misti (vasca corta): 58"45 (Napoli, 25 settembre 2021)
- 4x50 metri misti femminile (vasca corta): 1'43"97 (Otopeni, 7 dicembre 2023)
- 4x50 metri misti femminile (società): 1'47"83 (Riccione, 30 novembre 2018)
- 4x50 metri misti mista (vasca corta): 1'36"01  (Melbourne, 14 dicembre 2022)
- 4x100 metri misti: 3'58'70 (Riccione, 7 marzo 2024)

### Giovanili
- 50 metri dorso (vasca lunga): 28'36

## Palmarès
- Mondiali in vasca corta

Melbourne 2022: argento nella 4x50m misti mista.
- Europei in vasca corta

Kazan' 2021: argento nella 4x50m sl mista. argento nella 4x50m mista mista .
Otopeni 2023: argento nella 4x50m sl e nella 4x50m misti.
- Mondiali giovanili

Budapest 2019: bronzo nella 4x100m sl mista.
- Europei giovanili

Kazan' 2019: oro nei 50m sl, argento nella 4x100m misti, bronzo nei 50m dorso e nei 50m delfino.
- EYOF

Győr 2017: oro nei 50m stile libero, argento nella 4x100m sl mista, bronzo nei 100m dorso e nei 200m misti.

### Campionati italiani assoluti
- 1 titolo individuale nei 50 m stile libero
- 1 titolo individuale nei 100 m stile libero
- 1 titolo individuale nei 50 m dorso
- 2 titoli individuali nei 100 m farfalla
- 2 titoli individuali nei 100 m misti
- 1 titolo individuale nei 200 m misti

| Anno | Edizione    | stile libero 50 m | stile libero 100 m | stile libero 4x100 m | dorso 50 m | farfalla 50 m | farfalla 100 m | misti 100 m | misti 200 m | misti 4x50 m | misti 4x100 m |
| ---- | ----------- | ----------------- | ------------------ | -------------------- | ---------- | ------------- | -------------- | ----------- | ----------- | ------------ | ------------- |
| 2018 | Invernali   | -                 | -                  | -                    | 3          | -             | 3              | 3           | -           | 1            | -             |
| 2019 | Primaverili | -                 | -                  | -                    | 3          | 3             | -              | -           | -           | -            | -             |
| 2020 | Estivi      | 3                 | -                  | -                    | 3          | -             | -              | -           | 3           | -            | -             |
| 2020 | Invernali   | 2                 | -                  | -                    | 2          | 2             | -              | -           | 2           | -            | -             |
| 2021 | Primaverili | 1                 | -                  | -                    | 2          | 2             | -              | -           | -           | -            | -             |
| 2021 | Invernali   | 3                 | 1                  | -                    | -          | -             | -              | -           | -           | -            | -             |
| 2022 | Estivi      | 2                 | 3                  | -                    | 3          | -             | -              | -           | -           | -            | -             |
| 2022 | Invernali   | -                 | 2                  | -                    | 2          | -             | -              | 1           | 1           | -            | -             |
| 2023 | Primaverili | 2                 | -                  | 3                    | 2          | 3             | -              | -           | -           | -            | -             |
| 2023 | Invernali   | 3                 | -                  | -                    | 1          | -             | -              | -           | -           | -            | -             |
| 2024 | Primaverili | 3                 | -                  | 2                    | -          | 3             | 1              | -           | -           | -            | 1             |
| 2024 | Invernali   | -                 | -                  | -                    | -          | -             | 3              | 1           | -           | -            | -             |
| 2025 | Primaverili | 2                 | -                  | 3                    | -          | 3             | 1              | -           | -           | -            | 1             |

## International Swimming League
Partecipa con il Team Iron alla terza edizione del torneo nel 2021.